# Tommi Pulli
Tommi Markus Oskari Pulli (* 18. Juli 1992 in Seinäjoki) ist ein ehemaliger finnischer Eisschnellläufer.

## Werdegang
Pulli wurde 20-mal finnischer Juniorenmeister und belegte bei den Juniorenweltmeisterschaften 2009 in Zakopane den 30. Platz über 1000 m, den 24. Rang über 500 m sowie den 13. Rang in der Teamverfolgung. Im folgenden Jahr nahm er bei den Juniorenweltmeisterschaften in Moskau an fünf Läufen teil, wobei der sechste Platz über 1500 m seine beste Platzierung war. In der Saison 2010/11 startete er in Heerenveen erstmals im Eisschnelllauf-Weltcup, wo er in der B-Gruppe den 13. Platz über 1500 m errang und holte bei den Juniorenweltmeisterschaften 2011 in Seinäjoki die Silbermedaille über 1000 m. Bei den Juniorenweltmeisterschaften 2012 in Obihiro gewann er die Bronzemedaille über 1500 m und die Silbermedaille über 1000 m. In den folgenden Jahren belegte er bei den Einzelstreckenweltmeisterschaften 2013 in Sotschi den 23. Platz über 1000 m, bei der Sprintweltmeisterschaft 2014 in Nagano den 24. Rang und bei den Olympischen Winterspielen 2014 in Sotschi den 37. Platz über 1000 m. Im November 2017 absolvierte er in Stavanger seinen letzten Weltcup und erreichte mit dem sechsten Platz im Teamsprint seine einzige Top-Zehn-Platzierung im Weltcup.
Pulli wurde viermal finnischer Meister über 1500 m (2011, 2014, 2015, 2017), dreimal über 1000 m (2011, 2014, 2018) und je einmal über 5000 m (2012), über 10000 m (2012), im Sprint-Mehrkampf (2011), im Großer-Vierkampf (2012) und in der Teamverfolgung (2018).

## Erfolge

### Olympische Spiele
- 2014 Sotschi: 37. Platz 1000 m

### Einzelstrecken-Weltmeisterschaften
- 2013 Sotschi: 23. Platz 1000 m

### Sprint-Weltmeisterschaften
- 2014 Nagano: 24. Platz Sprint-Mehrkampf

## Persönliche Bestzeiten
| Disziplin | Zeit         | Datum             | Ort      |
| --------- | ------------ | ----------------- | -------- |
| 500 m     | 35,70 s      | 19. März 2011     | Calgary  |
| 1000 m    | 1:08,92 min  | 20. Januar 2013   | Calgary  |
| 1500 m    | 1:45,82 min  | 20. März 2011     | Calgary  |
| 3000 m    | 3:47,36 min  | 15. März 2011     | Calgary  |
| 5000 m    | 6:46,61 min  | 15. März 2011     | Calgary  |
| 10000 m   | 16:05,15 min | 10. Dezember 2011 | Helsinki |